# Wäschbach (Nister)
Der Wäschbach (auch Wäschebach) ist ein 4,1 km langer, östlicher und rechter Zufluss der Nister im rheinland-pfälzischen Westerwaldkreis.

## Verlauf
Der 1048 als Abelebach erwähnte Wäschbach entspringt im Norden des Westerwaldes. Die Quelle liegt nordwestlich des Großen Wolfstein und südlich der Gemeinde Kirburg. Er durchfließt die Gemeindegebiete von Kirburg, Bölsberg und die Unnauer Ortsteile Stangenrod und Korb, um westlich von Korb von rechts in die Nister zu münden.

## Bilder

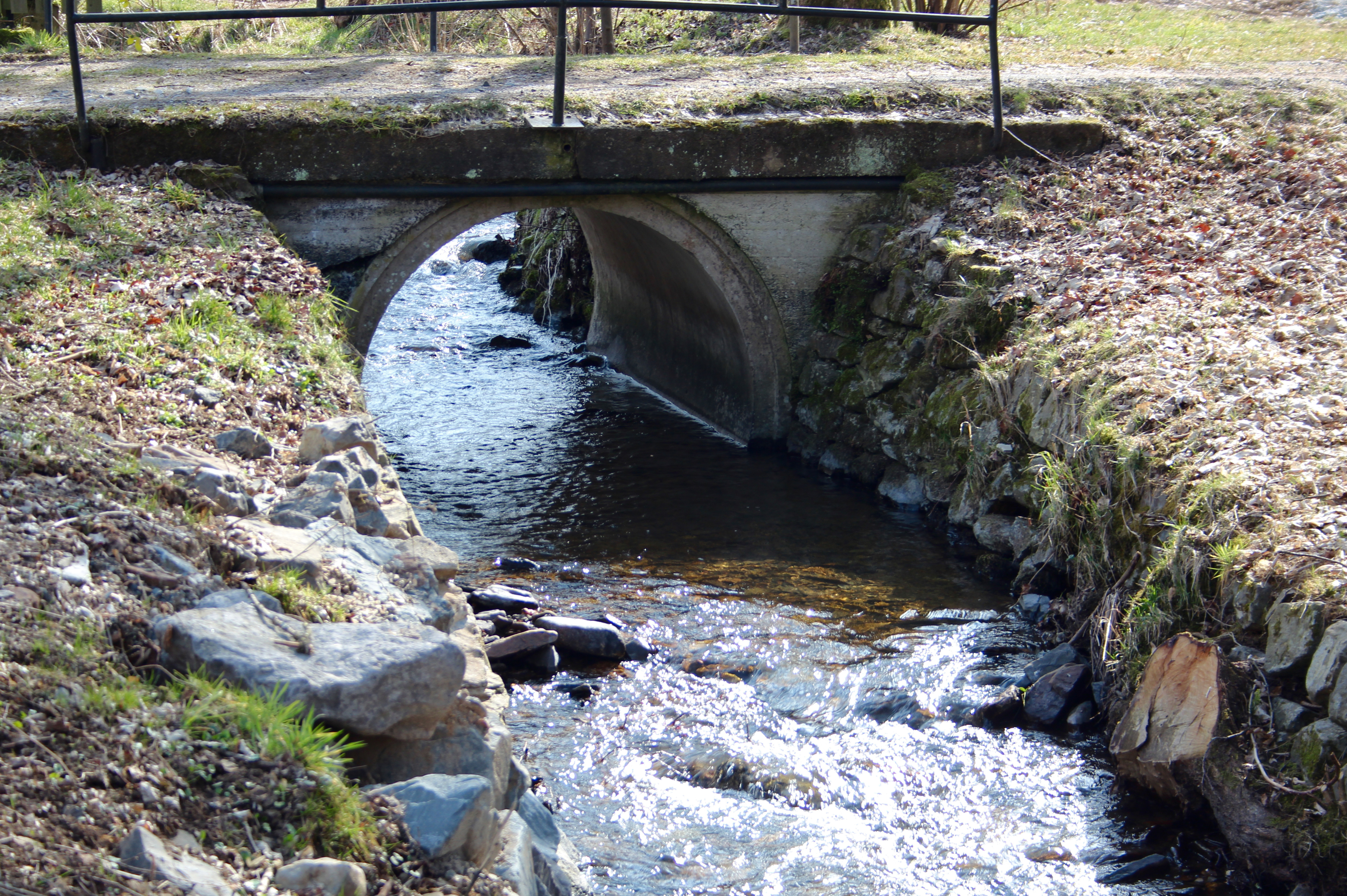
Der Wäschbach bei Korb
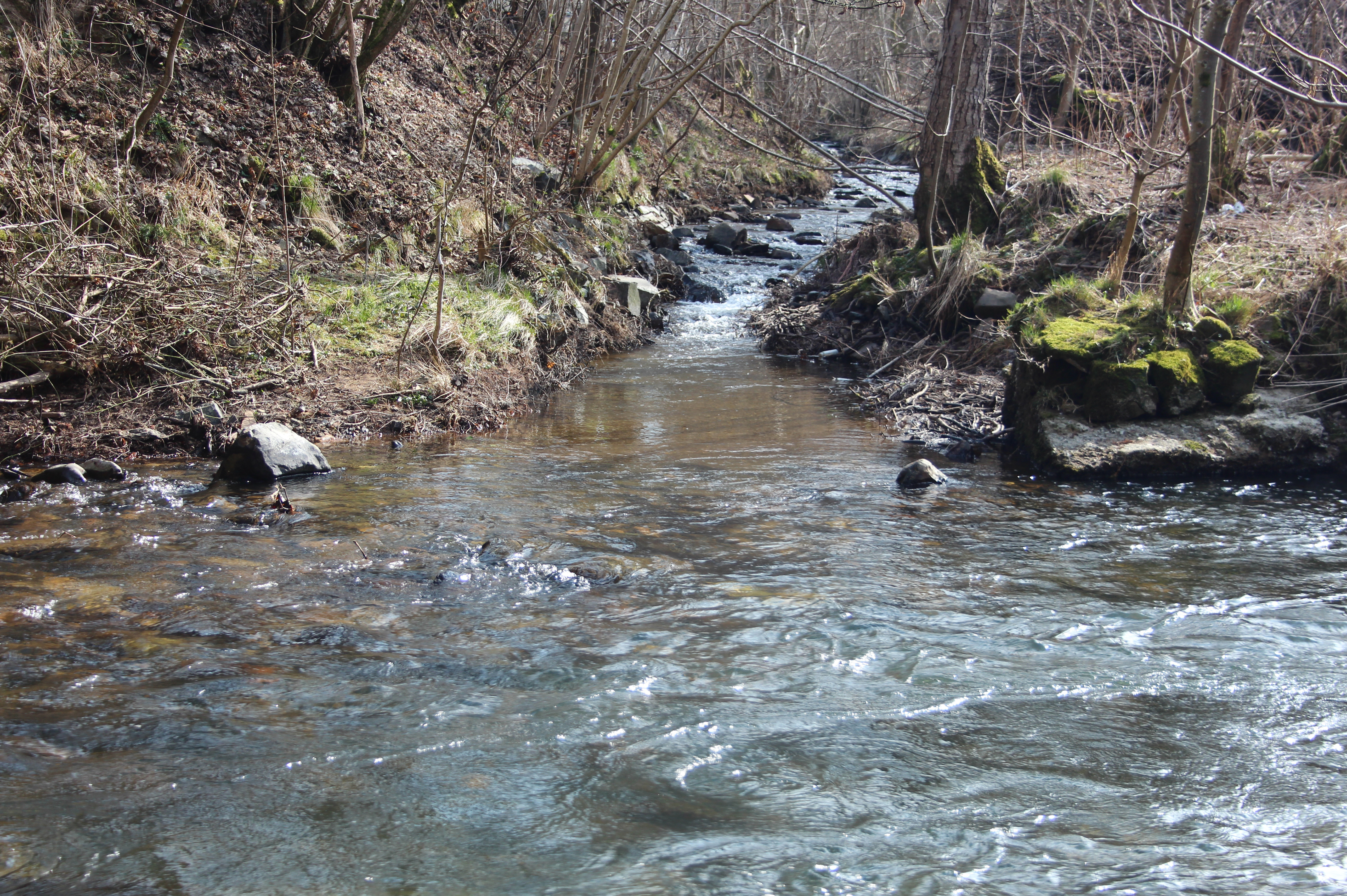
Zufluss des Wäschbach (oben) in die Nister